# Panajótisz Récosz
Panajótisz Récosz (görögül: Παναγιώτης Ρέτσος; Johannesburg, 1998. augusztus 9. –) dél-afrikai születésű görög válogatott labdarúgó, az Olimbiakósz játékosa.

## Pályafutása

### Klub
Az Olimbiakósz saját nevelésű játékosa, és itt is lett profi labdarúgó. 2016. augusztus 25-én debütált az első csapatban az Európa-ligában a portugál Arouca ellen. Szeptember 11-én a bajnokságban is bemutatkozhatott a PAE Véria elleni mérkőzésen. 2017. február 8-án a kupában az Atrómitosz ellen ő lett a klub legfiatalabb játékosa, aki a csapatkapitányi karszalagot viselhette. Augusztus 30-án a német Bayer Leverkusen játékosa lett, ahova 2022-ig szóló megállapodást kötött.
2020. január 31-én kölcsönbe a Sheffield United játékosa lett fél évre. 2020. október 5-én kölcsönbe a francia Saint-Étienne csapatába került. 2022. január 25-én a Hellas Verona csapatába igazolt. 2022. augusztus 31-én kölcsönbe került egy szezonra a nevelő klubjához.
2024. május 29-én az UEFA Konferencia Liga döntőjében olasz Fiorentina ellen 1–0-ra nyert csapatával, így első görög csapatként nyertek európai kupát.

### Válogatott
Részt vett a Chilében megrendezett 2015-ös U17-es labdarúgó-Európa-bajnokságon, ahol a válogatottal a csoportjuk harmadik helyén végeztek.

## Sikerei, díjai
- Olimbiakósz
  - Görög bajnok: 2015–16, 2016–17
  - UEFA Konferencia Liga: 2023–24